# خلیل جوادی
خلیل جوادی (زاده ۱۳۴۳ در زنجان) شاعر، ترانه‌سرا و طنزپرداز ایرانی است. آثار او در زمینه شعر طنز و ترانه منتشر شده‌است و مضمون بیشتر اشعار او در زمینه اجتماعی است. جوادی با اثری طنز و انتقادی که «محکمه الهی» نام داشت، به شهرت رسید.

## فعالیت‌ها
جوادی از سال ۱۳۷۷ تا سال ۱۳۸۲ کارشناس شورای شعر مرکز موسیقی سازمان صدا و سیما بوده‌است. او همچنین داوری بعضی از جشنواره‌های ادبی را بر عهده داشته‌است و کارشناس و مجری چند برنامه رادیویی و تلویزیونی بوده‌است. شعرهای او ابتدا در سال ۱۳۷۶ در مجموعه‌ای به نام «در سایه غزل» در کنار آثاری از ده غزل‌سرای دیگر منتشر شد. در سال‌های بعدی اشعار طنز او در جنگ‌های متعددی به چاپ رسید که از آن میان می‌توان دو کتاب «طنز امروز ایران» (به گردآوری ابراهیم نبوی) و «در حلقه رندان» (به اهتمام حوزه هنری) را نام برد.

### محکمه الهی و محبوبیت
با انتشار کلیپ صوتی شعر محکمه الهی و چرخش دست به دست آن از طریق موبایل و اینترنت خلیل جوادی به اوج محبوبیت خود رسید.
وی در این شعر با به چالش کشیدن شخصیت‌های دو رو و ریا کار به وضعیت ناموزون جامعه اعتراض می‌کند. ابیات زیر بخش‌هایی از این شعر است:
| آیه فرستادم که آدم بشید     |  | با دلخوشی کنار هم جم بشید    |
| اما شما بازی نکرده باختید   |  | نشستید و خدای جعلی ساختید    |
| هر کدوم از شما خودش خدا شد  |  | از ما و آیه‌های ما جدا شد     |
| از توی جم یکی بُلن شد ایستاد |  | بُلن بُلن هی صلوات فرستاد      |
| از اون قیافه‌های حق به جانب  |  | هم از خودی شاکی هم از اجانب  |
| گف چرا هیشکی روسری سرش نیست |  | پس چرا هیشکی پیش همسرش نیست  |
| چرا زنا این جوری بد لباسن   |  | مردای غیرتی کجا پلاسن؟       |
| خدا بهش گف بتمرگ حرف نزن    |  | اینجا که فرقی ندارن مرد و زن |
| یادته که چقد ریا می‌کردی     |  | بنده‌های مارو سیا می‌کردی      |
| تا یه نفر دور و برت می‌دیدی  |  | چقد ولا الضّا لّینو می‌کشیدی    |

### نگارش کتاب دربارهٔ آثار جوادی
کتابی به نام زیر ذره‌بین منتشر شده‌است که در آن ۲۱ نویسنده سرشناس از جمله ابوالفضل زرویی نصرآباد، پوران فرخزاد، دکتر محمد رضا روزبه، رسول یونان و نیز اعضای هیئت علمی دانشگاههای گوناگون کشور به نقد و بررسی آثار خلیل جوادی پرداخته‌اند. این کتاب که گردآورنده آن سالار عبدی است توسط انتشارات سیب سرخ منتشر شده‌است.

## نمونه شعر
| چنان حکایت نان طاق کرد طاقت ما را   |  | که بی جدال شکستند استقامت ما را    |
| و دستمان که تهی بود ماند بر سر زانو |  | که روز گار پذیرا نشد صداقت مارا    |
| غرور زخمی من بی‌قرار می‌شود امشب      |  | به گوش باد بخوانند اگر حکایت مارا  |
| به چند ریشهٔ زائد شدیم زاهد و مویی   |  | به باد داد ز بی ریشگی اصالت مارا   |
| ز قطره‌ای که به بامی چکیده بود شنیدم |  | که آسمان خدا می‌کشد خجالت مارا      |
| به گرد باد بگویید بی‌امان بشتابد     |  | به خود بپیچد و بالا بَرَد شکایت مارا |
| هراسناکم از آن لحظه‌ای که روز قیامت  |  | به خشم دور بریزند بار طاعت مارا    |
| و مطربان جهنم به زخمه‌های مکافات     |  | به شعله‌ای بنوازند ساز قامت مارا    |

ماهی تو، که بر بام شکوه آمده است
آیینه ز دستت به ستوه آمده‌است
خورشید اگر گرم تماشای تو نیست
دلگیر نشو، زپشت کوه آمده‌است

## آثار
- خیابان‌خواب‌ها (اشعار کلاسیک- غزل-مثنوی و رباعی)
- سمفونی جیرجیرک‌ها (ترانه‌ها)[۳]
- محکمهٔ الهی (مجموعهٔ شعر طنز)
- بهشت بی امکانات (مجموعهٔ شعر طنز)
- برای تو (رباعی‌های عاشقانه)
- با تو (غزل‌های عاشقانه)
- بازار وطن فروش ها (طنز نثر)
- اشک تاک مجموعهٔ رباعی

## مصاحبه
مصاحبه‌های مختلفی با خلیل جوادی در رادیوها و نشریات و خبرگزاری‌ها صورت گرفته‌است که مهم‌ترین آن‌ها عبارت‌اند از:
- مصاحبهٔ رادیو زمانه در آذر ۱۳۸۷[۴]
- مصاحبهٔ ایسنا در اردیبهشت ۱۳۸۷[۵]
- مصاحبهٔ مجله شعر در ۱۳۸۶[۶]